# Kanzel (Buchdorf)

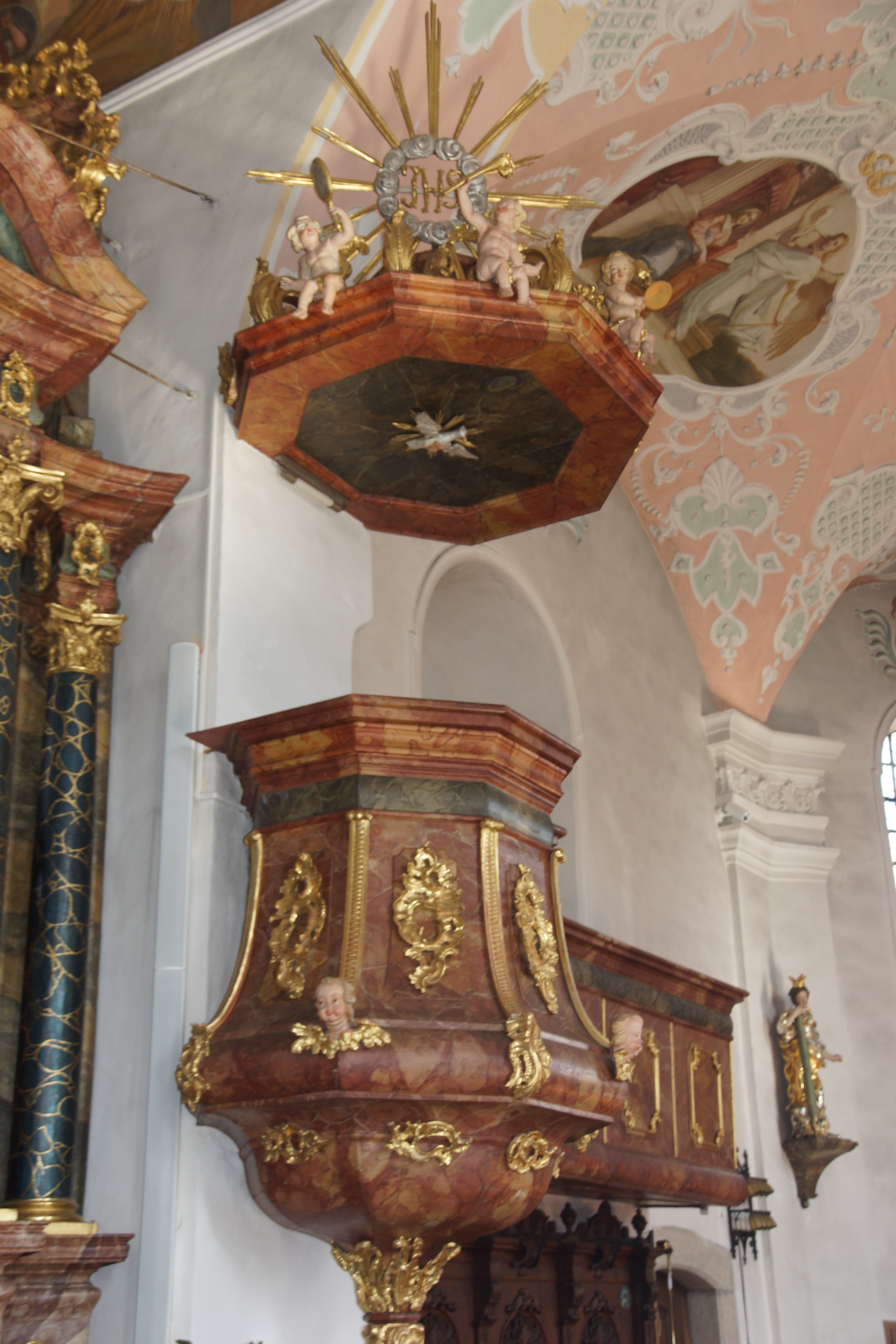
Kanzel in Buchdorf

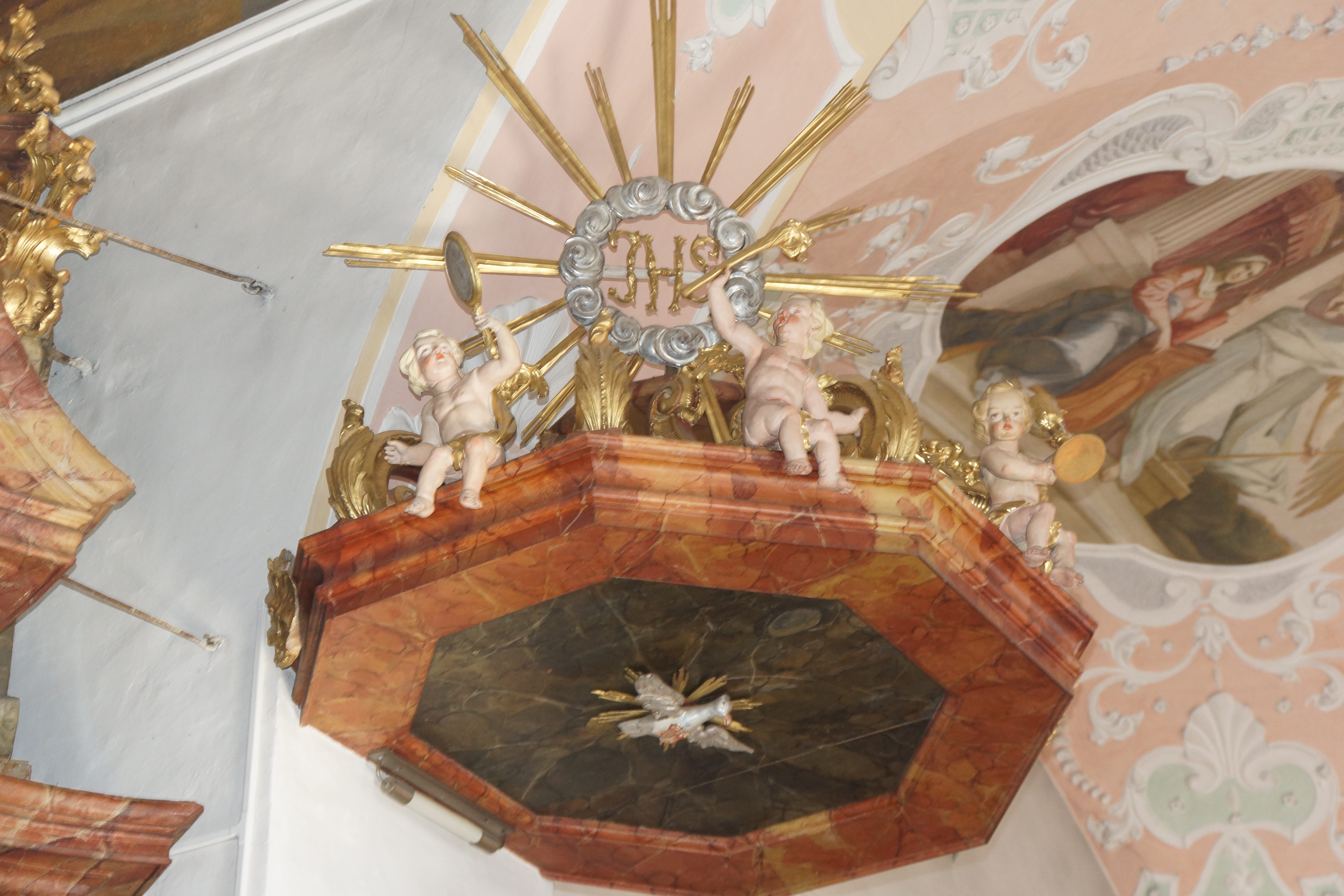
Schalldeckel

Die Kanzel in der katholischen Pfarrkirche St. Ulrich in Buchdorf, einer Gemeinde im schwäbischen Landkreis Donau-Ries in Bayern, wurde Mitte des 18. Jahrhunderts geschaffen. Die Kanzel ist ein Teil der als Baudenkmal geschützten Kirchenausstattung.
Die hölzerne Kanzel im Stil des Barocks besitzt einen bauchigen Kanzelkorb mit Rokokoornamenten
Der Schalldeckel und die Figuren stammen aus dem Jahr 1943.